# Chó cảnh Trawler Spaniel
Chó cảnh Trawler Spaniel (tiếng Anh:Toy Trawler Spaniel) là một giống chó thuộc loại Spaniel tuyệt chủng có thể chất giống chó King Charles Spaniel của thế kỷ 16. Nó được coi là có nguồn gốc từ Chó King Charles Spaniel nguyên thủy và sự đa dạng của giống chó tạp chủng cũ Sussex Spaniel. Giống chó này ban đầu được sử dụng như một giống chó thể thao, nhưng sau đó đã thông dụng với vai trò là một giống chó cảnh và chó trình diễn. Giống chó này được coi là đang trên bờ vực tuyệt chủng vào năm 1920. Một mẫu vật được bảo tồn được giữ ở Tring tại Bảo tàng Lịch sử Tự nhiên.

## Lịch sử
Nguồn gốc cụ thể của giống chó này chưa được xác định, nhưng vào năm 1919 được cho là có nguồn gốc từ Chó Charles Spaniel có lớp lông xoăn nguyên thủy và chó Sussex Spaniel có bộ lông xoăn kiểu cổ. Mục đích ban đầu của nó có thể là một giống chó thể thao, nhưng nó lại thường xuyên được sử dụng với vai trò là một giống chó cảnh. Đến năm 1907, giống này phổ biến hơn ở châu Âu hơn ở Anh, đặc biệt là ở Hà Lan và Ý.
Có một mẫu vật được bảo quản tại Bảo tàng Lịch sử Tự nhiên ở Tring. Được đặt tên Robin, nó được lai tạo bởi Lady Wentworth và sinh năm 1911. Nó chết vào năm 1920 khi giống chó này được cho là "gần như tuyệt chủng".